# Procaps
Procaps es una compañía farmacéutica colombiana con sede en Barranquilla.

## Historia
Fue fundada en 1977 por la familia Minski. Inicialmente comenzó fabricando a otras empresas como Bayer, Hoffmann-La Roche, Merck KGaA, entre otras; un año después, la farmacéutica había lanzado al mercado el producto Dolofen, un analgésico y antipirético. Con el transcurrir de los años, la compañía se fue consolidando en el mercado local y nacional, sobre todo con la producción de cápsulas blandas de gelatina que inicialmente se producían para toda Colombia y la Comunidad Andina.
La compañía amplió sus actividades operativas en otras localidades de Colombia como Galapa y Bogotá. A nivel internacional mantiene actividades operacionales en 13 países, exporta sus productos a 50 países, cuenta con más de 80 patentes y produce cerca de 13 millones de cápsulas anualmente, siendo uno de los mayores productores.
En 2021 la farmacéutica ingresó a Nasdaq, en ese entonces sus acciones se cotizaban en el mercado global bajo los nombres PROC y PROCW. En 2025, decidió trasladar su sede corporativa a Bogotá. Además realizó una inversión de 130 millones de dólares en capital y notas convertibles.